# Antoine La Preste
Antoine La Preste dit Dupuy-Vauban (Dijon, Borgonya, 1659 - 1731) fou comte de Vauban i, militar francès, fill de Paul Le Prestre, cosí germà de Sébastien Le Prestre de Vauban.
Al principi de la seva carrera serví com Enginyer militar en el setge de Besançon, on fou ferit. Després tingué al seu càrrec la direcció de diversos setges, entre d'altres els de Kortrijk, Huy i Ath, i nomenat mariscal de camp, determinà amb la seva fermesa la rendició de Brissac. Durant la Guerra de Successió Espanyola fou elevat a tinent general el 1704, contribuí a la defensa de Lilla, i es veié bloquejat a Béthune, d'on era governador, resistint durant quaranta-dos dies amb bretxa oberta.A partir del juliol del 1714 fou l'enginyer en cap del Corps des Ingénieurs francès que dirigia el setge de Barcelona (1713-1714) fins que el 6 d'agost de 1714 caigué ferit, essent rellevat pel seu segon Paul François de Lozières d'Astier. En recompensa dels serveis prestats, les seves terres de Saint-Servien foren erigides en comtat de Vauban el 1725. Fou l'avi del també militar francès, en Jacques Anne Joseph Le Prestre (1754-1816).